# 장산도
장산도(長山島)는 전라남도 신안군 장산면에 위치한 섬이다. 지리적으로 목포에 가까우며, 현재는 해상교통수단인 페리로 목포연안여객선터미널등으로 나갈 수 있다. 이웃 섬인 안좌도를 연결하는 교량이 건설되고 있다. 하지만 압해도와 암태도를 연결하는 천사대교가 2018년에 완공 및 개통을 하면 육지와 연결된다.